# 소니 롤린스
소니 롤린스(영어: Sonny Rollins, 1930년 9월 7일 ~ )는 가장 중요하고 영향력 있는 재즈 음악가 중 한 명으로 널리 알려진 미국의 재즈 테너 색소폰 연주자이다. 70년의 경력 동안, 그는 리더로서 60개 이상의 음반을 녹음했다. 〈St. Thomas〉, 〈Oleo〉, 〈Doxy〉, 〈Pent-Up House〉, 그리고 〈Airegin〉을 포함한 그의 많은 작품들이 재즈 스탠더드가 되었다. 롤린스는 "가장 위대한 살아있는 즉흥 연주자"와 "색소폰 거상"으로 불렸다.

## 어린 시절
롤린스는 뉴욕에서 미국령 버진아일랜드 출신의 부모 사이에서 태어났다. 3남매 중 막내인 그는 할렘 중심부와 슈거힐에서 자랐고, 7살이나 8살 때 첫 번째 알토 색소폰을 받았다. 그는 에드워드 W. 스티트 중학교를 다녔고 이스트할렘에 있는 벤자민 프랭클린 고등학교를 졸업했다. 롤린스는 피아니스트로 시작해서 알토 색소폰으로 바꿨고 마침내 1946년에 테너로 바꿨다. 고등학교 시절, 그는 다른 미래의 재즈 전설인 재키 맥린, 케니 드류, 그리고 아트 테일러와 함께 밴드에서 연주했다.

## 영향
색소폰 연주자로서 그는 처음에 루이스 조던과 같은 연주자들의 점프와 R&B 사운드에 끌렸지만, 곧 주류 테너 색소폰 전통에 말려들게 되었다. 독일 비평가 요아힘에르스트 베렌트는 이 전통을 콜먼 호킨스의 강한 소노리티와 1950년대 비밥의 함대 즉흥성에 영감을 주는 데 많은 기여를 한 레스터 영의 가볍고 유연한 표현 사이의 두 극 사이에 앉아 있다고 설명했다. 다른 테너 색소폰의 영향으로는 벤 웹스터와 돈 바이어스가 있다. 10대 중반까지 롤린스는 알토 색소폰 연주자 찰리 파커의 영향을 많이 받았다. 고등학교 시절, 그는 종종 몽크의 아파트에서 리허설을 하면서 피아니스트이자 작곡가인 셀로니어스 몽크의 멘토링을 받았다.